# ابی جکوبسون
ابی جکوبسون (انگلیسی: Abbi Jacobson؛ زادهٔ ۱ فوریهٔ ۱۹۸۴) هنرپیشه، کمدین و تهیه‌کننده اهل ایالات متحده آمریکا است.

## فیلم‌شناسی

### فیلم
- همسایه‌ها ۲: انجمن خواهری برمی‌خیزد (۲۰۱۶)
- فیلم لگو نینجاگو (۲۰۱۷)
- بادکنک‌ها (۲۰۱۸)
- میچل‌ها در برابر ماشین‌ها (۲۰۲۱)

### تلویزیون
- بوجک هورسمن (۲۰۱۸-۲۰۱۶)
- افسون‌زدایی (۲۰۱۸-اکنون)
- برگری باب (۲۰۲۰)
- زیاد ذوق‌زده نشو (۲۰۲۰)